# Georges Moquay
 (juin 2018).
Si vous disposez d'ouvrages ou d'articles de référence ou si vous connaissez des sites web de qualité traitant du thème abordé ici, merci de compléter l'article en donnant les références utiles à sa vérifiabilité et en les liant à la section « Notes et références ».
Georges Moquay, né en France en 1970, est  un artiste, peintre et plasticien français. Il est le fils de Daniel Moquay et de Rotraut.

## Parcours
De sa naissance jusqu'en 1982, Georges Moquay vit avec sa famille entre la France (Paris) et l’Espagne (Ibiza), avant de partir, à 12 ans, avec les siens  pour s'installer près de Phoenix, en Arizona (États-Unis). Après ses études secondaires à Phoenix et son service national accompli, en 1991, comme interprète, bosco, timonier et  tireur d'élite dans la marine française à bord de L'Orage, Georges Moquay revient en Arizona pour étudier à l’Université, la photographie et l’histoire de l’art. À partir de  1995, il a beaucoup voyagé et peint. Il a exposé dans de nombreux espaces et galeries en Arizona, en France, en Espagne, en Australie, au Maroc...
Depuis les années 2000, il vit et travaille essentiellement à Paris, dans son atelier du XIe arrondissement, multipliant les expériences artistiques et plasticiennes autour de la peinture, de la musique, de la vidéo. Il a aussi tourné dans le film de Richard Bohringer C’est beau une ville la nuit .

## Présence
Georges Moquay a déjà bénéficié de nombreuses expositions personnelles tant en France qu'aux États-Unis. Une grande exposition: « Georges Moquay Style » s'est notamment tenue pendant l'été 2007 à la Galerie Guy Pieters[source insuffisante], à Saint-Paul-de-Vence, près de la Fondation Maeght.
En 2010, il a participé à « Miami art Basel »  et à une roof top party importante: « Charity arts for Haïti ». En 2011, il expose de janvier à mars à l'« Optic Studio » à  Phoenix (Arizona). Une exposition des peintures de Georges Moquay, « Toxic remedy », s’est déroulée à  New-York, chez David De Buck en 2011. Sa participation à l'exposition « Les Vierges de Noël » (2012) a créé l'événement[réf. nécessaire][réf. nécessaire], sa vierge ayant été sortie de l'Église Saint-Sulpice durant la nuit.

## Expositions
- 2018 mairie du 15e arrondissement de Paris[4]
- 2014 Exposition  StreetJungle inedite chez Ellia art Gallery paris 6e 9 rue Christine .
- 2014 Exposition  Chez  Marc Quercy, 11 quai François Mauriac 2014 . Paris 75013 (en face du bateau phare, à côté la BFM) De février à décembre...
- 2013 Trippin’Morocco, La Galerie 38, Casablanca[5],[6],[7],[8],[9]
- 2012 Galerie Caroline Bober, Paris
- Galerie Caroline Bober  32 rue Jean Mermoz 75008 Paris (à partir du  4 octobre 2012)
- Galerie de Buck - Scope Basel Opening reception:June 12June 12 - June 17, 2012
- "Les Vierges de Noël" de ARTofNOW à l'Église Saint-Sulpice, Paris Du 7 au 29 janvier 2012
- "Art of Now expositions des Vierges de Noel  Espace St Sauveur - Issy	du 8 décembre au 30 décembre 2011
- "Fiac Paris Octobre 2011"
- "David de Buck Gallery "  New-York, du 14 avril  au 26 mai 2011
- "Optic Studio" [10] (Phoenix) du 5 janvier au 30 mars 2011
- "Miami art Basel"  2010.
- " Charity arts for Haïiti", 2010.
- Opera Gallery, Paris, Londres (en permanence)
- "Le Bataclan", Paris, 15 janvier au 15 mars (2010)
- Galerie Chappe, Paris (2008)
- Galerie Guy Pieters, Saint-Paul-de-Vence (2007)
- Galerie Les Lices, Saint-Tropez (2007)
- Galerie Guy Pieters, Knokke-le-Zoute, Belgique (2006)
- Le Bal de la Rose, Monaco. Affiches, visuels, invitations. (2006)
- Galerie Gmurzynska, Saint-Moritz Suisse, Expo collective (2006)
- Café de Paris, Paris (2005)
- Concert MD GT White (2005
- "Le Débarcadère", Paris (avril-oct 1997; avril-juin 1998); mai-juin 1999; août-oct. 2000; févr. 2002).
- "Ki'zho Gallery", Phoenix, Arizona (2001)
- Banque CIC, Paris (juin-août 2000)
- Who's next , "CRE 8 Bastille", Paris (2000)
- Bronte Beach, Australie (1997)
- Restaurant "Via Palissy" à Saint-Germain des Près, Paris (mars-avril 1996)
- Paradise Valley Gallery, Arizona (1995-1996)
- Fynch Gallery, Phoenix, Arizona (sept.1995)